# Pneumotorace iperteso
Per pneumotorace iperteso, si intende quella condizione pericolosa per la vita del soggetto che risulta da un lento deterioramento e peggioramento di un normale pneumotorace, per effetto di un meccanismo a valvola che si può venire a creare in corrispondenza della rottura del parenchima polmonare o della parete toracica che ha causato lo pneumotorace in maniera tale da consentire il passaggio di aria verso il cavo pleurico, ma non viceversa.
Per questo motivo si può verificare l'aumento della pressione contenuta nello spazio pleurico che, oltre al collasso del polmone colpito, provoca lo spostamento del mediastino e degli organi in esso contenuti verso il lato opposto, fino a generare insufficienza respiratoria e/o sintomi cardiovascolari, legati principalmente al ridotto ritorno venoso: lo spostamento del mediastino causa compressione della vena cava inferiore arrestando o riducendo il ritorno venoso e predispone ad uno scompenso emodinamico grave.

## Eziologia
Le cause sono diverse, possono essere di origine traumatica, di origine infettiva, oppure meccaniche (ventilazione meccanica). Infine può nascere come complicanza in sede di rianimazione cardiopolmonare. L'aria entra soprattutto per via dei colpi di tosse.

## Clinica

### Sintomatologia
I sintomi  e i segni clinici sono: suono polmonare assente, dispnea, tachicardia, ipotensione, ipossia e cianosi.

### Diagnostica
I raggi x aiutano per la corretta diagnosi, simile per sintomi è anche il tamponamento cardiaco, tale esame elimina dubbi sull'origine del danno. All'E.O. è utile ispezionare e palpare il segmento laringo-tracheale del collo che risulterà spostato dalla linea mediana verso l'emitorace sano.

## Trattamento
La terapia consiste nella pleurodesi e nel drenaggio toracico accompagnato da decompressione con catetere. In alternativa l'immediata toracostomia.